# Proboszczowski
Proboszczowski (Rola odmienna V, Rolicz) – polski herb szlachecki, odmiana herbu Rola z nobilitacji.

## Opis herbu
W polu czerwonym trzy kroje w rosochę srebrne z takąż różą pośrodku.
Klejnot: trzy pióra strusie; czerwone pomiędzy srebrnymi.
Labry czerwone, podbite srebrem.

## Najwcześniejsze wzmianki
Nadany Janowi Proboszczowskiemu 14 czerwca 1593.

## Herbowni
Proboszczewski - Proboszczowski.